# Ascanio Colonna
För andra betydelser, se Ascanio Colonna (olika betydelser).
Ascanio Colonna di Paliano, född 8 augusti 1883 i Neapel, död 18 augusti 1971 i Rom, var en italiensk diplomat.
Colonna inträdde på den diplomatiska banan 1908, blev legationsråd i Köpenhamn 1922, i London och Madrid 1924, och var från 1926 italiensk minister i Stockholm.

### Webbkällor
- ”Prince Ascanio Colonna Dies; Was Mussolini's Envoy to U.S.”. The New York Times. 21 augusti 1971. https://www.nytimes.com/1971/08/21/archives/prince-ascanio-colonna-dies-was-mussolinis-envoy-to-u-s.html. Läst 27 april 2018.